# Joscelino II de Edessa

Mapa político do Próximo Oriente em 1135 com os estados cruzados. É possível ver o Condado de Edessa atravessado pelo rio Eufrates, com Turbessel a oeste e Edessa a leste, assinalada por uma estrela.

Joscelino II de Edessa (morto em Alepo, 1159), foi o quarto e último governante do condado de Edessa, de 1131 a 1149. A partir desta data o condado foi conquistado pelos muçulmanos, Joscelino foi aprisionado e o título de conde de Edessa passou a ser apenas nominal.

## Governo do condado
Joscelino II era filho de Joscelino I de Edessa com Beatriz, filha do monarca Constantino I da Arménia. Ainda jovem, em 1125 participou, tal como o seu pai, da vitória cruzada em Azaz contra o atabegue (governador) de Moçul. Aprisionado na batalha, foi resgatado pelo rei Balduíno II de Jerusalém.
Em 1131, o seu pai foi gravemente ferido quando a mina de um seu sapador ruiu, durante o cerco a um pequeno castelo em poder dos turcos danismêndidas, a nordeste de Alepo. O seu último acto foi, transportado numa liteira, marchar com o seu exército sobre a fortaleza de Kaisun, provocando a retirada do emir Gazi II. Morreria pouco depois na estrada.
O Condado de Edessa, o mais fraco e mais isolado dos estados cruzados, passou assim para Joscelino II. Em 1138 aliou-se ao Principado de Antioquia e ao imperador bizantino João II Comneno para atacar Zengui, o novo atabegue de Alepo e Moçul, que os derrotou. De volta a Antioquia, João Comneno tentava alargar o seu império até aos estados cruzados do norte. Joscelino explorou o sentimento de desconfiança contra os bizantinos e provocou um motim que obrigou João a voltar para Constantinopla.

## Perda de Edessa
Em 1143, João II Comneno e Fulque de Jerusalém morreram, deixando Joscelino sem aliados poderosos para o ajudarem a defender os seus territórios, até porque se havia desentendido com os condes de Trípoli. A 24 de Dezembro de 1144, Zengui invadiu e conquistou a cidade de Edessa, massacrando 6 000 habitantes. Os cristãos francos que não sofreram execução foram enviados em cativeiro para Alepo, mas Joscelino fugiu para Turbessel, onde se manteve no controlo do restante condado a oeste do rio Eufrates.
Em Janeiro de 1146 Joscelino II urdiu uma conspiração, com alguns seus apoiantes arménios ainda em Edessa, para massacrar a guarnição turca da capital. Avisado disto pelos seus espiões, o atabegue foi forçado a partir, mas executou os partidários do conde cristão e instalou trezentas famílias de judeus seus apoiantes na cidade.
Joscelino ainda tentou retomar Edessa alguns meses depois, quando Zengui foi assassinado a 14 de Setembro, mas em Novembro foi derrotado pelo filho deste, Noradine, escapando por pouco. Também os arménios foram massacrados e os sírios expulsos, apesar da sua francofobia. Entretanto chegaram mais cristãos ao Levante na Segunda Cruzada, proclamada justamente em resposta à queda de Edessa. Mas a 4 de Maio de 1150 o conde foi capturado na conquista de Turbessel por Noradine, morrendo na prisão da cidadela de Alepo em 1159. 
Em 1150 a sua esposa Beatriz vendeu o que restava do condado ao imperador bizantino Manuel I Comneno. Depois mudou-se com o tesouro da venda para o Reino Latino de Jerusalém, juntamente com a sua família, que compreendia três filhos:
- Inês de Courtenay casou-se com Amalrico I de Jerusalém e, depois de se separar deste rei, ficou na posse das terras e rendimentos do condado de Jafa. A sua descendência continuou a desempenhar papéis importantes no reino de Jerusalém: Os seus filhos Balduíno IV e Sibila, e o seu neto Balduíno V foram todos monarcas de Jerusalém;
- Isabel de Courtenay casou-se em 1159 com o príncipe Teodoro II da Arménia;
- Joscelino III de Edessa herdou o título nominal de Conde de Edessa, mas na realidade era senhor de um pequeno senhorio próximo a São João de Acre.